# Elkan Baggott
Elkan Baggott (Bangkok, Tailandia, 23 de octubre de 2002) es un futbolista de Indonesia que juega en la posición de defensa con el Ipswich Town F. C. de la EFL Championship.

## Carrera

### Club
| Club                              | País       | Año       |
| --------------------------------- | ---------- | --------- |
| Ipswich Town F. C.                | Inglaterra | 2020-     |
| → King's Lynn Town F. C. (cedido) | Inglaterra | 2021      |
| → Gillingham F. C. (cedido)       | Inglaterra | 2022-2023 |
| → Cheltenham Town F. C. (cedido)  | Inglaterra | 2023      |
| → Bristol Rovers F. C. (cedido)   | Inglaterra | 2024      |
| → Blackpool F. C. (cedido)        | Inglaterra | 2024-2025 |

### Selección nacional
Nacido en Tailandia de padre inglés y madre indonesia, decidió jugar para Indonesia, con la que ha estado en el proceso de selecciones nacionales desde la categoría sub-19, con la que debutó el 11 de octubre de 2020 en un partido amistoso ante Macedonia del Norte.
Luego de haber rechazado varias convocatorias con la selección absoluta, haría su debut el 16 de noviembre de 2021 donde jugó 68 minutos en un partido amistoso ante Afganistán donde salió lesionado.
Su primer partido de competición oficial con Indonesia fue el 12 de diciembre de 2021 en la victoria por 5-1 ante Laos en la Copa Suzuki AFF 2020 en Singapur. Su primer gol internacional lo anotó el 19 de diciembre de 2021 en la victoria por 4-1 ante Malasia en el mismo torneo.